# Pulp Fiction
Pulp Fiction is een Amerikaanse misdaadfilm uit 1994 onder regie van Quentin Tarantino. Deze film wordt gezien als de beste film die Quentin Tarantino gemaakt heeft en als grondlegger van de postmoderne film. Pulp Fiction wordt door critici dan ook gezien als een van de beste films en een mijlpaal in de filmgeschiedenis. In 2013 werd de film opgenomen in het National Film Registry van de Library of Congress.
De titel is een verwijzing naar de pulpmagazines die in de jaren twintig tot vijftig in de Verenigde Staten werden uitgegeven. Deze bladen bevatten verhalen met vaak veel geweld, bijzondere dialogen en op de voorpagina stonden vaak schaars geklede vrouwen. De film wordt op dezelfde manier gekenmerkt door een combinatie bijzondere dialogen (dan weer over een simpel onderwerp en dan weer over religie) en extreem geweld. Het geheel bestaat uit vijf individuele verhaallijnen, die elkaar gaandeweg ontmoeten en beïnvloeden.
Pulp Fiction werd genomineerd voor zeven Oscars, waarvan die voor het scenario — van Tarantino en Roger Avary — daadwerkelijk werd gewonnen. Daarnaast kreeg de film meer dan veertig andere prijzen toegekend, waaronder de Gouden Palm van het Filmfestival van Cannes 1994, een Golden Globe (beste scenario), twee BAFTA Awards (beste scenario en beste bijrolspeler - Samuel L. Jackson), drie Film Independent Spirit Awards (beste film, beste regisseur - Quentin Tarantino, en beste hoofdrolspeler - Jackson).
De film betekende een nieuwe doorbraak voor John Travolta die tot dan vooral komedierollen speelde en nadien voor serieuze en meer masculiene rollen werd gecast.

## Verhaal
De film vertelt vijf verhalen, die in een niet-chronologische volgorde getoond worden. Elk verhaal afzonderlijk speelt zich wel chronologisch af. De vijf verhalen zijn ook onderling verweven, waarbij Vincent de enige is die in alle verhalen een rol speelt.
| De volgorde in de film: 1. The Diner Part I 2. Vincent & Jules 3. Vincent Vega & Marsellus Wallace's Wife 4. The Gold Watch 5. The Bonnie Situation 6. The Diner Part II | De echte chronologische volgorde: 1. Vincent & Jules 2. The Bonnie Situation 3. The Diner (I & II) 4. Vincent Vega & Marsellus Wallace's Wife 5. The Gold Watch |

Ergens halverwege de film, in het deel The Gold Watch, wordt Vince (die toch de centrale persoon is) vermoord maar in het laatste deel loopt hij samen met Jules het restaurant uit. Doordat de verhalen niet in chronologische volgorde verteld worden is het dus mogelijk dat de hoofdpersoon halverwege de film vermoord wordt en er toch een happy ending volgt.

### Proloog:The Diner Part I
Pumpkin (Tim Roth) en Honey Bunny (Amanda Plummer) zijn twee overvallers aan het ontbijt in een Californisch wegrestaurant (een "diner"). Omdat drankwinkels overvallen te gevaarlijk geworden is, besluiten ze het restaurant waar ze zitten te overvallen.
De begingeneriek rolt over het scherm, begeleid door surfrocker Dick Dales Misirlou.

### Vincent & Jules
Twee huurmoordenaars, Vincent Vega (John Travolta) en Jules Winnfield (Samuel L. Jackson), moeten voor hun werkgever Marsellus Wallace (Ving Rhames) een koffertje terughalen. Vincent is net terug uit Amsterdam, en uit zijn verwondering over het feit dat men in Nederland mayonaise op frieten doet en coffeeshops een vertrouwd gegeven in het straatbeeld zijn. 
Nonchalant vallen ze binnen bij het trio dat Marsellus' koffer heeft. Ze staan op het punt om een hamburgermenu van "Big Kahuna Burger" te eten en na wat intimiderende smalltalk over het gestolen geld en over hamburgers vraagt Jules of hij de hamburger en de frisdrank mag proeven. Jules en Vincent doden een kompaan van Brett en daarna Brett zelf, maar niet voor Jules zijn traditiegetrouwe "Ezechiël 25:17"-speech heeft gehouden.

### Vincent Vega And Marsellus Wallace's Wife
In een nachtclub geeft Marsellus Wallace bokser Butch Coolidge (Bruce Willis) instructies voor Butch' volgende wedstrijd. In ruil voor een enveloppe vol geld moet Butch zich in de vijfde ronde van de wedstrijd laten neerslaan. Op die manier kan Marsellus veel geld verdienen bij de bookmakers. Vincent en Jules komen binnen om de koffer af te leveren.
Vincent koopt heroïne bij een dealer genaamd Lance. De heroïne is van goede kwaliteit en Vincent spuit er meteen wat van. 's Avonds moet hij op verzoek van Marsellus diens vrouw, Mia (Uma Thurman), uit eten nemen. Zij neemt hem mee naar een restaurant in de stijl van de jaren 50. Ze eten en praten over Mia's (korte) carrière op het televisiescherm. Mia dwingt Vincent mee te doen aan een danswedstrijd, gehouden in het restaurant.
Later die avond keren ze terug in Mia en Marsellus' huis met de prijsbeker van de wedstrijd. Als Vincent even naar het toilet is, vindt Mia in zijn jas de heroïne. Zij denkt echter dat het cocaïne is, ze snuift een lijntje en valt bewusteloos door een overdosis. Als Vincent haar aantreft schiet hij in paniek en rijdt per auto naar zijn dealer Lance. Kwaad geeft Lance hem een spuit adrenaline, die Vincent rechtstreeks in Mia's hart moet inspuiten. Mia komt weer bij bewustzijn en ze besluiten de gebeurtenis voor Marsellus geheim te houden.

### The Gold Watch
Flashback: een vijfjarige Butch krijgt het gouden horloge dat van zijn vader is geweest, die gesneuveld is in de Vietnamoorlog. De soldaat (Christopher Walken) die hem het horloge komt bezorgen vertelt Butch over het wedervaren van het horloge.
Heden: Butch wint het gevecht dat hij moest verliezen en slaat z'n tegenstander dood. Buiten stapt hij in de taxi van Esmerelda Villalobos, die het gevecht op de radio heeft gevolgd. Omdat Marsellus hierdoor natuurlijk véél geld heeft verloren moeten Butch en zijn vriendin Fabienne meteen 's ochtends vroeg vluchten. Na een nacht in een motel blijkt 's ochtends dat Fabienne het gouden horloge is vergeten. Butch krijgt een woede-aanval, maar besluit dan naar huis te gaan om het op te halen. Daar lijkt niemand aanwezig te zijn. Hij vindt zijn horloge en besluit even "Pop Tarts" in de broodrooster klaar te maken. Dan valt zijn oog op een machinegeweer dat hij snel oppakt. Vervolgens hoort hij de wc doorspoelen en ziet Vincent naar buiten komen. Ze kijken elkaar enkele seconden aan tot plots het brood uit de broodrooster springt en Butch daarop Vincent doodschiet. Butch vlucht meteen weg, mét het horloge.
Op weg naar Fabienne ziet hij Marsellus lopen. Die herkent hem ook, maar voor hij iets kan doen rijdt Butch hem aan, maar deze wordt hierop door een andere auto aangereden. Beide mannen komen bij bewustzijn en Marsellus, gewapend, gaat achter Butch aan. Butch vlucht een pandjeshuis in, waar ze beginnen te vechten. Maynard, de winkeleigenaar, richt een geweer op beiden en slaat hen bewusteloos. 
Als ze weer bijkomen zijn Marsellus en Butch vastgebonden. Maynard ontvangt dan Zed, een homoseksuele beveiligingsbeambte. Een man genaamd "The Gimp", compleet gehuld in een leren SM-pak, wordt tevoorschijn gehaald. Zed doet een aftelrijmpje en besluit eerst Marsellus in een nabijgelegen kamertje te nemen. The Gimp moet ondertussen Butch in de gaten houden. Terwijl Marsellus anaal verkracht wordt, bevrijdt Butch zichzelf en slaat de Gimp bewusteloos. Butch wil vluchten, maar besluit dan Marsellus te bevrijden. Met een samoeraizwaard vermoordt hij Maynard en bevrijdt Marsellus. Marsellus schiet Zed in zijn kruis waardoor die kermend op de grond valt. Marsellus besluit samen met enkele "pipe-hittin' niggers" Zed middeleeuws te gaan martelen en zegt dat het nu 'cool' is tussen hem en Butch, mits Butch voortaan uit Los Angeles wegblijft. Met de motor (chopper) van Zed gaat Butch weer naar het motel en hij rijdt weg met Fabienne.

### The Bonnie Situation
De kijker keert weer terug naar de scène waarin Brett en zijn kompanen worden gedood. Er blijkt nog een vierde man in het appartement aanwezig te zijn en hij springt plots de kamer in. Hij begint wild op hen te schieten, tot zijn kogels op zijn. Vincent en Jules blijken niet geraakt en schieten hem dood. 
Jules vindt het feit dat ze zoiets overleefd hebben een "daad van God". Vincent noemt het echter toeval. Ze gaan weg en nemen Marvin, Jules' informant, mee. In de auto zegt Jules met pensioen te willen gaan, omdat God hem liet zien dat hij moest stoppen met dit werk. Dan schiet Vincent per ongeluk Marvin door het hoofd. Ze gaan naar ene Jimmie (gespeeld door Quentin Tarantino zelf) om de boel op te ruimen. Jimmie is niet blij met de twee, zeker niet omdat zijn vrouw Bonnie zo kan thuiskomen. 
Jules belt Marsellus, die belooft dat "The Wolf" er binnen 10 minuten aan komt. 9:37 minuten later arriveert Winston Wolfe, "probleemoplosser". The Wolf geeft opdrachten: lijk achterin, auto schoonmaken, Jimmies lakens erin. Vincent en Jules maken de auto schoon, vervolgens worden ze zelf gewassen en krijgen schone, doch sullige kleren aan. De auto wordt naar een bevriende sloperij gebracht, waarna The Wolf vertrekt. Vincent en Jules gaan ontbijten in een wegrestaurant.

### Epiloog:The Diner Part II
Vince en Jules zitten in het wegrestaurant uit het begin van de film en praten verder over het vermeende mirakel en over met pensioen gaan. Vincent gaat naar de wc. Pumpkin en Honey Bunny beginnen hun overval. Iedereen moet stil blijven zitten of liggen. De kassa wordt geplunderd en iedereen moet zijn portemonnee afgeven. Aangekomen bij Jules, geeft Jules zijn portemonnee ("The one that says Bad Motherfucker"), maar niet de koffer. Op eis van Pumpkin opent Jules de koffer. Pumpkin kijkt vol verwondering naar de inhoud (die voor de kijker onbekend blijft, een zogenaamde MacGuffin), wat Jules de kans geeft Pumpkin te ontwapenen en hem onder schot te houden. Honey Bunny richt nu haar wapen op Jules. Jules maant iedereen zo cool als Fonzie te zijn. 
Dan komt Vincent weer binnen en trekt zijn pistool, maar Jules weet hem ook te kalmeren. De overvallers mogen de koffer niet houden, maar de inhoud van Jules' portemonnee wel (ca. $ 1500). Jules legt uit dat hij nu Ezechiël 25:17 anders interpreteert, en hun genade schenkt. De overvallers mogen het restaurant uitlopen. Vervolgens doen Jules en Vincent hetzelfde. Jules en Vincent lopen nu samen het restaurant uit waardoor de film toch een happy end heeft.

## Rolverdeling
| Acteur             | Personage                    |
| ------------------ | ---------------------------- |
| John Travolta      | Vincent Vega                 |
| Samuel L. Jackson  | Jules Winnfield              |
| Uma Thurman        | Mia Wallace                  |
| Harvey Keitel      | Winston Wolfe                |
| Tim Roth           | Ringo ("Pumpkin")            |
| Amanda Plummer     | Yolanda ("Honey Bunny")      |
| Maria de Medeiros  | Fabienne                     |
| Ving Rhames        | Marsellus Wallace            |
| Eric Stoltz        | Lance                        |
| Rosanna Arquette   | Jody                         |
| Christopher Walken | Kapitein Coons               |
| Bruce Willis       | Butch Coolidge               |
| Quentin Tarantino  | Jimmie Dimmick               |
| Peter Greene       | Zed                          |
| Frank Whaley       | Brett                        |
| Phil LaMarr        | Marvin                       |
| Burr Steers        | Roger                        |
| Steve Buscemi      | Buddy Holly look-a-like ober |

## Moorden inPulp Fiction
In volgorde van de film
| Slachtoffer  | Moordenaar       | Wapen                       | omschrijving | chronologie |
| ------------ | ---------------- | --------------------------- | --- | ----------- |
| man op bank  | Jules Winnfield  | Jules' pistool              | Jules schiet deze man neer om Brett onder druk te zetten. | 1           |
| Brett        | Jules en Vincent | Jules' en Vincents pistool  | Brett had een geheime koffer van Marsellus Wallace gestolen, dit kwamen Vincent en Jules wreken. | 2           |
| Floyd        | Butch Coolidge   | vuisten                     | Tijdens hun bokswedstrijd slaat Butch zijn tegenstander per ongeluk dood. | 5           |
| Vincent Vega | Butch Coolidge   | Vincents pistoolmitrailleur | Nadat Butch zich niet aan de afspraak houdt en de wedstrijd toch wint, is Vincent in zijn appartement op de uitkijk. Butch komt binnen en vindt het wapen, op dat moment komt Vincent van de wc en schiet Butch hem dood. | 6           |
| Maynard      | Butch Coolidge   | katanasamurai zwaard        | Butch en Marsellus zijn opgesloten in een SM-kelder, Butch ontsnapt, grijpt een samoeraizwaard en gaat Marsellus bevrijden, hij doodt daarvoor eerst Maynard, die stond toe te kijken hoe Zed Marsellus verkrachtte.      | 7           |
| Roger        | Jules en Vincent | Jules' en Vincents pistool  | De man werd over het hoofd gezien bij de inval in de flatkamer van Brett. Roger schiet zijn .375 Magnum leeg, maar mist wonderbaarlijk genoeg steeds. Jules en Vincent schieten hem vervolgens dood.                      | 3           |
| Marvin       | Vincent Vega     | Vincents pistool            | Al rijdend in Jules' auto richt Vincent zijn pistool op Marvin, en haalt per ongeluk de trekker over als de auto - volgens hem - over een hobbel in de weg rijdt.                                                         | 4           |

## Muziek
Voor de film werd geen eigen muziek gecomponeerd. In plaats daarvan werd een combinatie van bestaande surf, Rock-'n-roll, soul en popmuziek gebruikt. Surfmuziek vormde de basis waardoor deze muziek bij veel mensen een andere associatie heeft gekregen en niet meer in verband wordt gebracht met surfen. De nummers Girl, You'll Be a Woman Soon van Neil Diamond uit 1967 en Son of a Preacher Man van Dusty Springfield uit 1968 kregen hernieuwde bekendheid.
Bij de film werd een cd uitgebracht met de soundtrack. Deze bestond uit de verschillende nummers en enkele dialogen. Bekende nummers zijn: Jungle Boogie van Kool & The Gang uit 1973, Let's stay together van Al Green uit 1971, Bustin' Surfboards van The Tornadoes uit 1962, Lonesome Town van Ricky Nelson uit 1958, Flowers on the wall van The Statler Brothers uit 1965, You never can tell van Chuck Berry uit 1964 en Surf Rider van The Lively Ones uit 1963.

## De koffer
De inhoud van de koffer blijft een mysterie. De koffer wordt in de film tweemaal geopend en beide keren is er een oranje gloed te zien. De tweede keer is Pumpkin ook echt onder de indruk. Tarantino heeft ooit in een interview benoemd dat de inhoud belangrijk is voor het verhaal, een zogenaamde MacGuffin in het plot en dat wanneer de kijkers dit zouden weten, ze anders naar de film zouden kijken. Hij hield deze informatie dan ook geheim. 
Er zijn verschillende theorieën die de ronde doen over de inhoud. Zo zou de koffer wellicht de inhoud uit een koffer uit Reservoir Dogs bevatten. Dat zouden mogelijk diamanten zijn. Een ander idee is dat de koffer de ziel van Marsellus Wallace bevat. In 2023 kwam een stripboek uit over Tarantino. Hierin werd een koffer getoond met daarin een Oscar en een Gouden Palm. Deze prijzen heeft de film inderdaad gewonnen. Het is twijfelachtig of dit inderdaad de visie van de regisseur was.
Het oranje licht dat uit de koffer schijnt is geïnspireerd op een scène uit de film Kiss Me Deadly uit 1955. De cijfercombinatie van de koffer is 666, het Getal van het Beest.

## Symboliek
De film zit vol met subtiele hommages aan andere films. Zo zijn, voor de oplettende kijker, in het pandjeshuis allerlei voorwerpen te zien uit cultfilms.
Tijdens het avondje uit in jaren vijftig-stijl in de "Jack Rabbit Slim" bestelt Mia een milkshake. De ober vraagt of ze de "Martin & Lewis" of "Amos & Andy" wil hebben. Dit zijn verwijzingen naar twee komische duo’s uit de jaren vijftig. Dean Martin en Jerry Lewis, twee blanke komieken verwijzen naar de vanillesmaak. Amos 'n' Andy was een sitcom met twee zwarte komieken en deze verwijzen naar de chocoladesmaak. Mia kiest voor de vanillesmaak.
Net voordat ze naar binnen gaan in de "Jack Rabbit Slim" gebaart Mia met een gestippelde rechthoek dat Vincent niet moeilijk moet doen maar gewoon mee moet komen. Dit slaat op de Engelse uitdrukking "Be there or be square".

### Ezechiël 25:17
Ezechiël 25:17 is een passage uit de Bijbel. Het is zo'n beetje Jules' leidmotief, eerder in de film vond hij het een coole proloog tot een executie.
In Captain America: The Winter Soldier staat op de grafsteen van Nick Fury de eerste zin van Ezechiël 25:17, de passage uit de Bijbel die Jules Winnfield enkele keren opzegt in Pulp Fiction. Beide personages worden gespeeld door Samuel L. Jackson.

#### Engels
The path of the righteous man is beset on all sides
by the inequities of the selfish
and the tyranny of evil men
Blessed is he who in the name of charity and goodwill shepherds the weak through the valley of darkness,
for he is truly his brother's keeper and the finder of lost children
And I will strike down upon thee with great vengeance
and furious anger those who attempt to poison and destroy my brothers
And you will know my name is the Lord when I lay my vengeance upon thee

#### Nederlands
De weg van de rechtvaardige is alom bezaaid
met de ongerechtigheden van de zelfzuchtigen
en de tirannie van kwade mannen
Gezegend is hij die, in de naam van liefdadigheid en welwillendheid,
de zwakken door de vallei der duisternis leidt,
want hij is waarlijk zijn broeders hoeder
en de vinder van verloren kinderen
En Ik zal hen neerslaan met grote wraak
en in toorn en grimmigheid diegenen die proberen mijn broeders te vergiftigen en te vernietigen
En u zult erkennen dat ik de Heer ben wanneer ik mijn wraak aan hen voltrek
Als Ringo "de zwakke" is, dan is Jules "de tirannie van kwade mannen". Overigens is Jules' tekst niet Ezechiël 25:17 maar een compilatie van verschillende passages uit de bijbel, waaronder Ezechiël 25:17. Het vers Ezechiël 25:17 zelf luidt: "En ik zal geweldig wraak nemen op hen en ze gruwelijk straffen; en ze zullen erkennen dat ik de Heer ben als ik mijn wraak aan hen voltrek".

## Fouten
- In de openingsscène schreeuwt Amanda Plummer iets anders dan later in de film, hoewel dit een herhaling van hetzelfde moment is en ze dus eigenlijk hetzelfde hoort te zeggen. Tarantino bevestigde echter dat dit de bedoeling was, om aan te tonen dat het verhaal zich vanuit een ander standpunt afspeelt. Deze 'fout' werd dus opzettelijk gemaakt.
- De tweede maal dat Jules Ezechiël citeert gebruikt hij andere woorden.
- In de scène waarin Jules en Vincent worden beschoten met een Magnum bevindt zich een visuele fout. Hier is te zien dat de kogelgaten al zichtbaar zijn in de muur achter Vincent en Jules nog voor er op geschoten wordt.
- In de scène waarin Vincent Mia weer tot bewustzijn moet brengen met een adrenaline-injectie rechtstreeks in het hart, zet hij met een rode stift een groot mikpunt op haar borstkas. Nadat de naald, die als een messteek is toegebracht, in haar borst blijft steken, is de grote rode stip verdwenen.

## Trivia
- In de film wordt het sigarettenmerk "Red Apple Tobacco" geïntroduceerd en zijn producten van het fastfoodmerk "Big Kahuna Burger" te zien. Deze fictieve merken duiken sindsdien steeds weer op in de films van Quentin Tarantino.[1] Ondanks de tropische naam is het toch een gewone cheeseburger.
- Tarantino gebruikte liever bestaande locaties dan om zelf sets te laten bouwen. De uitzondering was de Jack Rabbit Slim, waar de dansavond in de stijl van de jaren vijftig werd gefilmd. Hier werd alles uit de kast gehaald met een racebaan en oldtimers.[1]
- Tarantino wilde eerst Michael Madsen voor de rol van Vincent Vega, maar hij weigerde omdat hij wilde spelen in Kevin Costners Wyatt Earp. Omdat de film een flop werd had Madsen hier later spijt van. Harvey Weinstein wou Daniel Day-Lewis voor de rol, maar Tarantino gaf de rol uiteindelijk aan John Travolta. Voor de rol van Lance heeft Tarantino Kurt Cobain benaderd maar deze bedankte voor de rol.
- Tarantino had ooit het idee een prequel uit te brengen, over de tijd van Vincent Vega in Amsterdam.[2]
- De eigenaar van de koffieshop in de overvalscène wordt op de aftiteling vermeld als "Coffee Shop", omdat hij wordt onderbroken terwijl hij zegt: "I am not a hero, I'm just a coffee shop--" ("Ik ben geen held, ik ben alleen maar een koffieshop--")

## Prijzen en nominaties

#### Academy Award
- Beste originele scenario (Quentin Tarantino, Roger Avary) - Gewonnen
- Beste film (Lawrence Bender) - Genomineerd
- Beste regisseur (Quentin Tarantino) - Genomineerd
- Beste mannelijke hoofdrol (John Travolta) - Genomineerd
- Beste mannelijke bijrol (Samuel L. Jackson) - Genomineerd
- Beste vrouwelijke bijrol (Uma Thurman) - Genomineerd
- Beste montage (Sally Menke) - Genomineerd

#### Golden Globe Award
- Beste Script (Quentin Tarantino, Roger Avary) - Gewonnen
- Beste Film - Drama (Lawrence Bender) - Genomineerd
- Beste Regisseur (Quentin Tarantino) - Genomineerd
- Beste Acteur - Drama (John Travolta) - Genomineerd
- Beste Mannelijke Bijrol (Samuel L. Jackson) - Genomineerd
- Beste Vrouwelijke Bijrol (Uma Thurman) - Genomineerd

#### BAFTA Award
- Beste Originele Script (Quentin Tarantino, Roger Avery) - Gewonnen
- Beste Mannelijke Bijrol (Samuel L. Jackson) - Gewonnen
- Beste Film (Lawrence Bender, Quentin Tarantino) - Genomineerd
- David Lean Award voor Regie (Quentin Tarantino) - Genomineerd
- Beste Acteur (John Travolta) - Genomineerd
- Beste Actrice (Uma Thurman) - Genomineerd
- Beste Cinematografie (Andrzej Sekuła) - Genomineerd
- Beste Editing (Sally Menke) - Genomineerd
- Beste Geluid (Stephen Hunter Flick, Ken King, Rick Ash, Dean A. Zupancic) - Genomineerd

#### Film Independent Spirit Award
- Beste Film (Quentin Tarantino) - Gewonnen
- Beste Regisseur (Quentin Tarantino) - Gewonnen
- Beste Mannelijke Hoofdrol (Samuel L. Jackson) - Gewonnen
- Beste Mannelijke Bijrol (Eric Stoltz) - Genomineerd

#### MTV Movie Awards
- Beste Film (Quentin Tarantino) - Gewonnen
- Beste Dansscène (John Travolta en Uma Thurman) - Gewonnen
- Beste Mannelijke Hoofdrol (John Travolta) - Genomineerd
- Beste Vrouwelijke Hoofdrol (Uma Thurman) - Genomineerd
- Beste On-Screen Duo (John Travolta en Samuel L. Jackson) - Genomineerd
- Beste Song van een Film (Girl, You'll Be a Woman Soon van Urge Overkill) - Genomineerd

#### Screen Actors Guild Award
- Beste mannelijke acteur in een hoofdrol (John Travolta) - Genomineerd
- Beste mannelijke acteur in een bijrol (Samuel L. Jackson) - Genomineerd
- Beste vrouwelijke acteur in een bijrol (Uma Thurman) - Genomineerd

#### César
- Beste buitenlandse film (Quentin Tarantino) - Genomineerd

#### Premi David di Donatello
- Beste Buitenlandse Film (Quentin Tarantino) - Gewonnen
- Beste Buitenlandse Mannelijke Hoofdrol (John Travolta) - Gewonnen

#### Nastro d'Argento
- Beste Buitenlandse Regisseur (Quentin Tarantino) - Genomineerd

#### New York Film Critics Circle Awards
- Beste Regisseur (Quentin Tarantino) - Gewonnen
- Beste Scenario (Quentin Tarantino, Roger Avary) - Gewonnen

#### Los Angeles Film Critics Association
- Beste film (Lawrence Bender) - Gewonnen
- Beste regisseur (Quentin Tarantino) - Gewonnen
- Beste acteur (John Travolta) - Gewonnen
- Beste scenario (Quentin Tarantino, Roger Avery) - Gewonnen

#### National Board of Review of Motion Pictures
- Beste film (Quentin Tarantino) - Gewonnen
- Beste regisseur (Quentin Tarantino) - Gewonnen

#### Kansas City Film Critics Circle Awards
- Beste Film (Lawrence Bender) - Gewonnen
- Beste Regisseur (Quentin Tarantino) - Gewonnen